# Mouvement de libération du Seguia el-Hamra et Oued ed-Dahab
 (octobre 2021).
La mise en forme du texte ne suit pas les recommandations de Wikipédia : il faut le « wikifier ».
Les points d'amélioration suivants sont les cas les plus fréquents. Le détail des points à revoir est peut-être précisé sur la page de discussion.
- Les titres sont pré-formatés par le logiciel. Ils ne sont ni en capitales, ni en gras.
- Le texte ne doit pas être écrit en capitales (les noms de famille non plus), ni en gras, ni en italique, ni en « petit »…
- Le gras n'est utilisé que pour surligner le titre de l'article dans l'introduction, une seule fois.
- L'italique est rarement utilisé : mots en langue étrangère, titres d'œuvres, noms de bateaux, etc.
- Les citations ne sont pas en italique mais en corps de texte normal. Elles sont entourées par des guillemets français : « et ».
- Les listes à puces sont à éviter, des paragraphes rédigés étant largement préférés. Les tableaux sont à réserver à la présentation de données structurées (résultats, etc.).
- Les appels de note de bas de page (petits chiffres en exposant, introduits par l'outil «  Source ») sont à placer entre la fin de phrase et le point final[comme ça].
- Les liens internes (vers d'autres articles de Wikipédia) sont à choisir avec parcimonie. Créez des liens vers des articles approfondissant le sujet. Les termes génériques sans rapport avec le sujet sont à éviter, ainsi que les répétitions de liens vers un même terme.
- Les liens externes sont à placer uniquement dans une section « Liens externes », à la fin de l'article. Ces liens sont à choisir avec parcimonie suivant les règles définies. Si un lien sert de source à l'article, son insertion dans le texte est à faire par les notes de bas de page.
- La présentation des références doit suivre les conventions bibliographiques. Il est recommandé d'utiliser les modèles {{Ouvrage}}, {{Chapitre}}, {{Article}}, {{Lien web}} et/ou {{Bibliographie}}. Le mode d'édition visuel peut mettre en forme automatiquement les références.
- Insérer une infobox (cadre d'informations à droite) n'est pas obligatoire pour parachever la mise en page.

Pour une aide détaillée, merci de consulter Aide:Wikification.
Si vous pensez que ces points ont été résolus, vous pouvez retirer ce bandeau et améliorer la mise en forme d'un autre article.
Le Mouvement pour la libération de Saguia el-Hamra et Wadi el Dhahab, aussi appelé le Mouvement de libération (en arabe : حركة تحرير Harakat Tahrir), Mouvement pour la libération du Sahara, Organisation avancée du Sahara ou simplement Parti musulman était un mouvement marocain sahraoui créé à la fin des années 1960 par Mohammed Bassiri, journaliste marocain  et maître coranique.
Son objectif était le renversement pacifique de la domination coloniale espagnole et le retour au sein du Maroc  du Sahara occidental. Il s'est initialement organisé et a fonctionné en secret, et a révélé son existence lors d'une manifestation à Laâyoune (El-Aaiun) contre la domination espagnole en 1970, tentant de remettre une pétition aux dirigeants coloniaux espagnols appelant à un meilleur traitement et à l'indépendance du Sahara occidental.
La manifestation a été immédiatement réprimée violemment par les forces coloniales. Le massacre et les troubles qui se sont ensuivis ont été nommés soulèvement de Zemla, d'après le lieu où s'est déroulée la manifestation. S'ensuit une traque nationale des membres du mouvement : Bassiri lui-même est arrêté et « disparaît » en détention espagnole. Il est supposé avoir été tué par ses geôliers et est considéré par le Maroc comme un martyr des temps modernes (le front polisario , qui revendique le Sahara occidental , a également tenté de s'approprier son héritage, arguant que le Harakat Tahrir était  intéressé à obtenir l'indépendance en tant que nation distincte du Maroc) et ce bien que la famille de Bassiri ait confirmé son allégeance au Maroc 
Après l'écrasement du Harakat Tahrir, les nationalistes marocain ont abandonné l'espoir d'une fin pacifique à la domination coloniale. Il y avait toujours le Mouvement révolutionnaire des hommes bleus qui persistait dans le pacifisme depuis 1969. En mai 1973, le Front Polisario se forme sous la direction d'El-Ouali, appelant à la révolution armée contre la domination espagnole. Le Polisario, toujours actif, a ensuite tourné ses armes contre les forces marocaines et mauritaniennes qui ont envahi le Sahara occidental lors du départ de l'Espagne en 1975.